# Lilia Izquierdo
Lilia Izquierdo Aguirre (* 10. Februar 1967 in Havanna) ist eine kubanische Volleyballnationalspielerin.
Izquierdo gewann mit der Kubanischen Nationalmannschaft dreimal in Folge die Goldmedaille bei den Olympischen Spielen 1992, 1996 und 2000. Hinzu kommen zweimal Gold bei den Weltmeisterschaften 1994 und 1998 und zahlreiche Siege beim Volleyball World Grand Prix.
Von 1998 bis 2000 spielte Izquierdo in Italien bei Marsì Palermo und bei Romanelli Florenz. Später war sie auch in Spanien für UCAM Murcia aktiv.